# نظائر (فلم)
نظائر (بالإنجليزية: Equals) هو فلم خيال علمي رومانسي درامي أمريكي إنتاج 2015، من تأليف ناثان باركر وإخراج دريك دوريموس، وبطولة نيكولاس هولت وكريستين ستيوارت وغاي بيرس وجاكي ويفر، والموسيقى من تأليف أبارات، وقد تم عرض هذا الفلم في 5 سبتمبر 2015 في مهرجان البندقية السينمائي، تدور أحداث الفلم في مجتمع مستقبلي يوتيوبي، بحيث أن مشاعر الناس مستأصلة، وكل واحد يعيش بسلام، لكن ظهور مرض جديد يتسبب بتغيير كل شئ بالنسبة للرسام التوضيحي سيلاس (بطل الفلم)، حيث بعد أن يصاب يصبح مرفوض من المجتمع ويخسر عمله، وتصاب فتاة أخرى بنفس المرض ويقرران العيش معاً لتجاوز أزمتهما.

## البطولة
- نيكولاس هولت بدور سيلاس
- كريستين ستيوارت بدور نيا
- غاي بيرس بدور جوناس
- جاكي ويفر بدور بيس
- توبي هوس بدور جورج
- ديفيد سيلبي بدور ليونارد
- كيت لين شايل بدور كيت
- ريبيكا هازلوود بدور زوي
- تيو يو بدور بيتر
- أورورا بيرينياو بدور أيرس
- سكوت لورنس بدور مارك
- بيل باولي بدور راكيل
- توم ستوكس بدور دومينيك
- كاي لينوكس بدور ماكس
- كلاوديا كيم
- تشارلس سوسا

## وصلات خارجية
- مقالات تستعمل روابط فنية بلا صلة مع ويكي بيانات

- http://www.imdb.com/title/tt3289728/

لا توجد روابط لمواقع التواصل الاجتماعي.